# 5-乙炔基-2'-脱氧尿苷
5-乙炔基-2'-脱氧尿苷（英語：5-Ethynyl-2'-deoxyuridine，简称为EdU）是一种新型胸苷类似物，可掺入分裂中的细胞。较高剂量时会有细胞毒性。

## 检测
EdU可被一种荧光叠氮化物检出，后者通过点击化学与前者形成共价键。不像常用的溴脱氧尿苷，EdU无需热或酸处理即可被检出。